# Rhynchospora longiflora
Rhynchospora longiflora là loài thực vật có hoa trong họ Cói. Loài này được C.Presl miêu tả khoa học đầu tiên năm 1831.